# Vinnytsia Wolves
I Vinnytsia Wolves sono una squadra di football americano di Vinnycja, in Ucraina, fondata nel 1996. Hanno chiuso nel 2003 e sono stati rifondati nel 2006.

## Dettaglio stagioni

### Tornei nazionali

#### Campionato

##### Campionato ucraino/NFAFU Viša Liga/ULAF Divizion A/ULAF Superleague/ULAF League One (primo livello)
| Stagione | regular season | regular season | regular season | regular season | regular season | regular season | playoff | playoff | playoff | playoff | playoff | playoff                                   | playoff              |
|          | Vin            | Par            | Per            | Tot            | PF             | PS             | Vin     | Per     | Tot     | PF      | PS      | risultato                                 | avversaria           |
| -------- | -------------- | -------------- | -------------- | -------------- | -------------- | -------------- | ------- | ------- | ------- | ------- | ------- | ----------------------------------------- | -------------------- |
| 1999     | 1              | 0              | 3              | 4              | 51             | 85             | -       | -       | -       | -       | -       | -                                         | -                    |
| 2000     | 0              | 0              | 6              | 6              | 14             | 198            | 1       | 0       | 1       | 8       | 7       | Vincitori della Coppa del Presidente UFAF | Uzhgorod Lumberjacks |
| 2001     | 0              | 0              | 6              | 6              | 68             | 233            | -       | -       | -       | -       | -       | -                                         | -                    |
| 2002     | 0+?            | 0+?            | 1+?            | 4              | 7+?            | 58+?           | -       | -       | -       | -       | -       | -                                         | -                    |
| 2015     | 2              | 0              | 4              | 6              | 140            | 222            | -       | -       | -       | -       | -       | -                                         | -                    |
| 2016     | -              | -              | -              | -              | -              | -              | 0       | 1       | 1       | 0       | 40      | Wild Card                                 | Kiev Bandits         |
| 2019     | 1              | 0              | 3              | 4              | 62             | 88             | 0       | 1       | 1       | 27      | 34      | Primo turno Wild Card                     | Uzhgorod Lumberjacks |
| 2020     | 1              | 0              | 1              | 2              | 73             | 17             | 1       | 1       | 2       | 24      | 26      | Semifinale                                | Kiev Capitals        |
| 2021     | 5              | 0              | 1              | 6              | 137            | 40             | 0       | 1       | 1       | 18      | 21      | Semifinale                                | Kiev Capitals        |
| Totale   | 10+?           | 0+?            | 25+?           | 38             | 552+?          | 941+?          | 2       | 4       | 6       | 77      | 128     |                                           |                      |

Fonti: Enciclopedia del Football - A cura di Roberto Mezzetti

##### Divizion B
| Stagione | regular season | regular season | regular season | regular season | regular season | regular season | playoff | playoff | playoff | playoff | playoff | playoff                            | playoff          |
|          | Vin            | Par            | Per            | Tot            | PF             | PS             | Vin     | Per     | Tot     | PF      | PS      | risultato                          | avversaria       |
| -------- | -------------- | -------------- | -------------- | -------------- | -------------- | -------------- | ------- | ------- | ------- | ------- | ------- | ---------------------------------- | ---------------- |
| 2016     | 5              | 0              | 1              | 6              | 352            | 48             | 1       | 0       | 1       | 54      | 8       | Campioni/Vincitori dello spareggio | Kiev Slavs       |
| 2017     | 6              | 0              | 0              | 6              | 217            | 34             | 1       | 1       | 2       | 35      | 32      | Finale                             | Kharkiv Atlantes |
| Totale   | 11             | 0              | 1              | 12             | 569            | 82             | 2       | 1       | 3       | 89      | 40      |                                    |                  |

Fonti: Enciclopedia del Football - A cura di Roberto Mezzetti

### Tornei internazionali

#### Monte Clark Arena Cup
| Stagione | regular season | regular season | regular season | regular season | regular season | regular season | playoff | playoff | playoff | playoff | playoff | playoff      | playoff           |
|          | Vin            | Par            | Per            | Tot            | PF             | PS             | Vin     | Per     | Tot     | PF      | PS      | risultato    | avversaria        |
| -------- | -------------- | -------------- | -------------- | -------------- | -------------- | -------------- | ------- | ------- | ------- | ------- | ------- | ------------ | ----------------- |
| 2019     | 0              | 0              | 2              | 2              | 6              | 52             | 1       | 0       | 1       | 25      | 0       | Quinto posto | Grodno Barbarians |
| Totale   | 0              | 0              | 2              | 2              | 6              | 52             | 1       | 0       | 1       | 25      | 0       |              |                   |

Fonti: Enciclopedia del Football - A cura di Roberto Mezzetti

### Riepilogo fasi finali disputate
| Anno              | Luogo    | Evento                | Fase del torneo           | Incontro                                | Risultato |
| 14 ottobre 2000   |          | Campionato            | Coppa del Presidente UFAF | Uzhgorod Lumberjacks - Vinnytsia Wolves | 7 - 8     |
| 18 settembre 2016 | Kiev     | Divizion A            | Wild Card                 | Kiev Bandits - Vinnytsia Wolves         | 40 - 0    |
| 24 settembre 2017 | Charkiv  | Divizion B            | Dinale                    | Vinnytsia Wolves - Kharkiv Atlantes     | 0 - 16    |
| 3 marzo 2019      | Minsk    | Monte Clark Arena Cup | Finale 5º - 6º posto      | Vinnytsia Wolves - Grodno Barbarians    | 25 - 0    |
| 23 giugno 2019    |          | Superleague           | Primo turno Wild Card     | Uzhgorod Lumberjacks - Vinnytsia Wolves | 34 - 27   |
| 11 ottobre 2020   | Kiev     | League One            | Semifinale                | Kiev Capitals - Vinnytsia Wolves        | 26 - 6    |
| 8 agosto 2021     | Ščaslyve | Superleague           | Semifinale                | Kiev Capitals - Vinnytsia Wolves        | 21 - 18   |

## Palmarès
- 1 Coppa del Presidente UFAF (2000)